# Большая аллея (Санкт-Петербург)
Больша́я алле́я — аллея на Каменном острове в Петроградском районе Санкт-Петербурга. Проходит от Западной аллеи до набережной реки Большой Невки.

## История
Название Большая аллея известно с 1933 года. До этого назвалась Каменной аллеей по названию острова.

## Достопримечательности
- Парк «Тихий отдых»  7801077001
- Государственная резиденция «К-1»
- Дом № 10 — дача Н. С. Свиягина. Построена в стиле модерн в 1906 году по проекту архитектора Дмитрия Крыжановского, редкий для его творчества образец дачного строительства[3]. 7802213000
- Дом № 12—14 — дача Е. К. Гаусвальд. Здание построено в 1898 году в стиле модерн для жены булочного мастера Евгении Карловны Гаусвальд. Авторы проекта — архитекторы В. И. Чагин и В. И. Шёне.  7802557000

- 11-й Каменноостровский мост

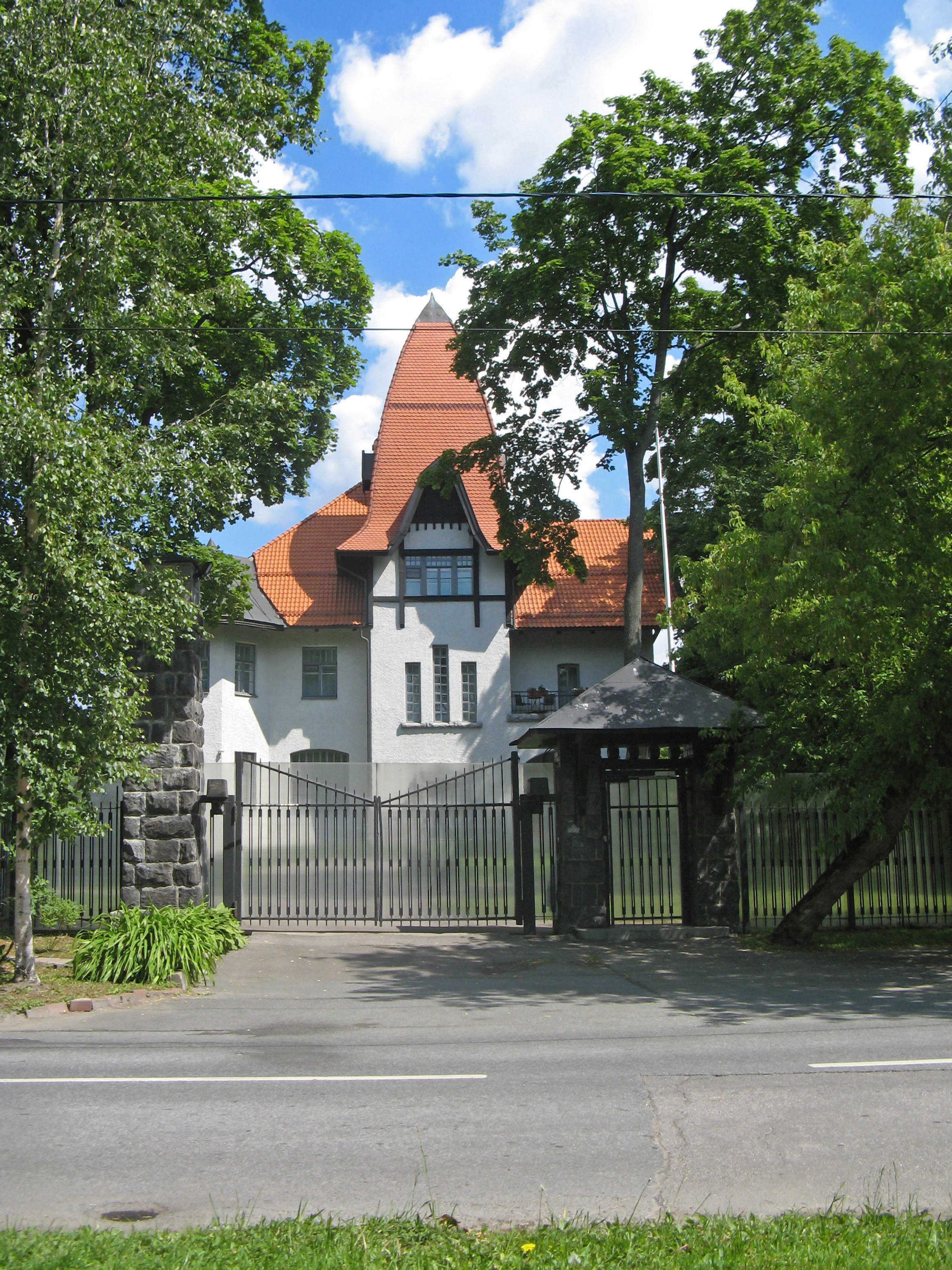
Особняк Фолленвейдера

- Государственная гостевая резиденция
- Дом № 13 — особняк Э. Г. Фолленвейдера. Двухэтажный особняк швейцарского подданного, главы портновской мастерской Э. Г. Фолленвейдера построен в 1904—1905 годах в духе северного модерна с элементами неоготики. Автор проекта — архитектор Р.-Ф. Мельцер.  7802214000
- Дом № 22 литера Ж — усадьба В. Н. Яковенко (сейчас Санкт-Петербургский морской рыбопромышленный колледж). Двухэтажное здание, стилизованное в духе французской готики и неоренессанса, построено в 1887 году. Автор проекта — архитектор В. И. Шауб (совместно с В. В. Шаубом).  7802217000
- Дом № 22 литера И — здание Сельскохозяйственных курсов. Монументальное здание в неоклассическом стиле со скульптурном фризом из львиных масок построено 1912—1916 годах в качестве учебного здания Петербургских сельскохозяйственных курсов. Автор проекта — архитектор М. А. Сонгайло.  7802216000